# Circa Survive
Circa Survive är ett alternativt rockband från Philadelphia, Pennsylvania, USA. De har varit aktiva sedan 2004 och har hittills släppt sex studioalbum, Juturna (år 2005), On Letting Go (år 2007), Blue Sky Noise (år 2010), Violent Waves (år 2012), Descensus (år 2014) och The Amulet (år 2017) samt två EP, The Inuit Sessions (år 2005), och Appendage (år 2010).

## Medlemmar
- Anthony Green – sång
- Colin Frangicetto – gitarr
- Brendan Ekstrom – gitarr
- Nick Beard – basgitarr
- Steve Clifford – trummor

## Diskografi
Studioalbum
- 2005 – Juturna
- 2007 – On Letting Go
- 2010 – Blue Sky Noise
- 2012 – Violent Waves
- 2014 – Descensus
- 2017 – The Amulet

Livealbum
- 2014 – Live from the Shrine

EP
- 2005 – The Inuit Sessions
- 2010 – B-Sides
- 2010 – Appendage

Singlar
- 2005 – "Act Appalled"
- 2006 – "Act Appalled"
- 2006 – "In Fear and Faith"
- 2007 – "The Difference Between Medicine and Poison is in the Dose"
- 2010 – "Get Out"
- 2010 – "Imaginary Enemy"
- 2010 – "I Felt Free"
- 2012 – "Suitcase"
- 2012 – "Sharp Practice"
- 2014 – "Schema"
- 2014 – "Child of the Desert"
- 2017 – "Lustration"
- 2017 – "Rites of Investiture"
- 2017 – "The Amulet"
- 2017 – "Premonition of the Hex"